# Matrimonio (religione)
Molte religioni hanno numerosi insegnamenti riguardanti il matrimonio. La maggior parte delle Chiese cristiane danno una qualche forma di benedizione al matrimonio; la cerimonia di nozze tipicamente include una qualche forma di impegno da parte della società in appoggio alla relazione della coppia. Nella Chiesa cattolica il "santo matrimonio" è considerato uno dei sette sacramenti, in questo caso uno che gli sposi si conferiscono reciprocamente di fronte a un sacerdote e a dei membri della comunità in qualità di testimoni, nel corso di una "messa nuziale". Nel matrimonio, i cristiani vedono un'immagine della relazione tra Gesù e la Chiesa. Nell'ebraismo, il matrimonio è visto come l'unione di due famiglie, prolungando pertanto la religione e l'eredità culturale del popolo ebraico. Anche l'Islam raccomanda caldamente il matrimonio; tra le altre cose, esso aiuta nel perseguimento della perfezione spirituale. L'Induismo vede il matrimonio come un sacro dovere che comporta obblighi religiosi e sociali. Per contro il Buddhismo non incoraggia né scoraggia il matrimonio, sebbene insegni che una persona deve vivere una vita matrimoniale felice.
Dal XII secolo, il matrimonio è riconosciuto chiaramente come sacramento dagli Ortodossi e dalla Chiesa cattolica, ed è definito come una alleanza fra un uomo e una donna.
Vale anche la pena di notare che religioni diverse hanno credi differenti riguardo alla rottura del matrimonio.

## Nell'ebraismo
È necessario contattare il rabbino tre mesi prima della cerimonia. La fidanzata assisterà a delle riunioni con la moglie del rabbino e sarà purificata prima del matrimonio attraverso il Mikvé. Il matrimonio ebraico richiede un estratto dell'atto di nascita, un atto di matrimonio dei genitori e lo stato di famiglia. Assume particolare significato pubblico e privato, è alleanza fra due individui con la partecipazione di Dio. Metaforicamente rappresenta il patto tra Dio e il Popolo ebraico.
Il matrimonio avviene in due momenti: il Qiddushin e il Nissuim. Deve essere necessariamente preceduto dal "contratto matrimoniale Ketubah", con la funzione di fissare gli obblighi del marito nella realizzazione della vita coniugale e familiare e prevede la costituzione della dote per la donna. La prima fase, detta Qiddushin, s'incentra sul dono dell'anello dello sposo alla sposa - o del dono di una moneta d'oro - alla presenza di due testimoni, sulla recitazione della formula matrimoniale e sulla recitazione delle benedizioni. La seconda fase, Nessu'in, è invece costituita dalla benedizione del vino e della libagione di esso da parte degli sposi in apposite coppe per iniziare la coabitazione. Nei movimenti ebraici moderni le due fasi si sono unificate.

## Matrimonio cristiano
La tradizione di celebrare il matrimonio cristiano in un edificio religioso inizia nell'Alto Medioevo; infatti, nessun testo dei Vangeli vi fa allusione. L'unico intervento di Cristo in un matrimonio è quello delle Nozze di Cana dove non farà alcuna benedizione, ma dove trasformerà, su richiesta di sua madre, l'acqua in vino perché la festa non sia rovinata dalla mancanza di vino.
È solo a partire dall'imperatore Costantino I "il Grande" che la Chiesa consigliò ai cristiani di distinguere giuridicamente il matrimonio cristiano dal matrimonio civile romano. Occorse attendere il IV concilio lateranense perché il matrimonio cristiano divenisse l'oggetto di decisioni giuridiche interne alla Chiesa.
I primi cristiani si sposavano secondo i costumi del loro paese d'origine. Per i cristiani Giudei ad esempio, la Bibbia mostra che tale avvenimento era puramente familiare, e apparirebbe oggi come una convivenza riconosciuta dalle famiglie dei due sposi. Un solo matrimonio della Bibbia fa allusione a un atto giuridico, si tratta del matrimonio di Ruth e di Boaz, e l'atto giuridico riguardava le terre alle quali Ruth era legata per la sua storia personale, ma di cui Boaz era l'erede secondo la legge ebraica.
Per i cristiani, il matrimonio non è soltanto l'amore tra un uomo e una donna. È anche il segno dell'amore di Dio per gli uomini, segno della sua Alleanza. È attraverso il loro amore reciproco, in tutte le sue dimensioni (la condivisione della gioia e del dolore, l'amore fisico, la fecondità, il rispetto dell'altro nella libertà…) che gli sposi scoprono cos'è l'amore di Dio per l'umanità: il dono di sé senza riserve. Le riflessioni teologiche sul Cantico dei cantici, libro della Bibbia che è un poema d'amore tra un uomo e una donna, sono senza dubbio all'origine di tale percezione dell'amore di coppia come immagine dell'amore di Dio. I testi di Paolo sul matrimonio servono spesso come riferimento per la definizione del matrimonio cristiano, anche se la sottomissione della donna al marito è sempre più contestata in termini psicosociologici, ma in realtà non se ne comprende l'alto significato antropologico e teologico: San Paolo premette che tutti i cristiani devono essere sottomessi gli uni agli altri nella carità; in particolare, nel matrimonio la moglie è chiamata ad essere sottomessa al marito come la Chiesa lo è a Cristo, e il marito ad amare la moglie come Cristo ama la Chiesa, cioè come proprio corpo e fino al sacrificio della vita. Quindi quello che vuole dire San Paolo non è che la donna sia inferiore all'uomo, ma che i due, con il matrimonio, devono formare un'unione libera ed indissolubile nell'amore, che ha come sua misura l'infinito.
Durante le riunioni preliminari (spesso configurate come corso prematrimoniale), i fidanzati concordano spesso con il celebrante o con un'équipe parrocchiale le letture, i canti ed i testi della Promessa.
Il rito del matrimonio cristiano è quasi identico in tutti i paesi del mondo e sostituisce o affianca le tradizioni locali. In particolare, in molti paesi non-occidentali si celebrano tre riti: la consegna della dote, il matrimonio civile (spesso importato dagli stessi colonizzatori che hanno cristianizzato la zona) ed il matrimonio religioso. Quest'ultimo è spesso considerato il più importante.

### Chiese ortodosse
Deve essere contattato il patriarca ed entrambi gli sposi devono essere battezzati.
Pur affermando l'indissolubilità del matrimonio senza casi di eccezione, il diritto canonico ortodosso prevece che questi possa concedere,  ai coniugi divorziati le seconde nozze, in ragione di economia pastorale, e a determinate condizioni valutate caso per caso.

### Cattolicesimo
Nella costituzione pastorale Gaudium et Spes il matrimonio è così definito:
([48,1; EV 1/1471])
Nella Chiesa cattolica il matrimonio è riconosciuto come uno dei sette sacramenti; i quattro pilastri del sacramento sono:
- la libertà: ognuno dei fidanzati deve essere pienamente libero al momento del suo matrimonio
- la fedeltà: si promettono fedeltà e questa promessa è fonte di reciproco affidamento
- l'indissolubilità: si sposano per tutta la vita, poiché il matrimonio crea un legame sacro tra gli sposi
- la fecondità: accettano di essere aperti alla vita e di accogliere con amore i figli che metteranno al mondo.

Il divorzio non è ammesso in nessun caso: è regolamentato il riconoscimento di nullità in alcuni casi ben specificati (in cui si evince un vizio di forma o di sostanza nella celebrazione del sacramento).

### Protestantesimo
La riforma protestante si richiama alla prassi della chiesa antica e non riconosce il carattere di sacramento del matrimonio.
Per i protestanti, il matrimonio è prima di tutto una scelta personale dei due sposi. Tale scelta è affermata socialmente nel matrimonio civile. La cerimonia, nel tempio o in chiesa, indica la dimensione spirituale della scelta della coppia. Al momento della cerimonia, la coppia indica le sue scelte di vita e le sue convinzioni spirituali e il pastore invoca la benedizione sulla coppia.

### Matrimonio misto
La possibilità del matrimonio misto coi non credenti è prevista da Paolo in 1 Corinzi 7,12-16.

## Il matrimonio musulmano
Nell'Islam, il matrimonio è un contratto verbale che può anche essere scritto. L'uomo e la donna che stanno per sposarsi esprimono davanti ad almeno due testimoni, il loro desiderio di vivere come marito e moglie.
L'imam viene incontrato un mese prima della cerimonia. Il matrimonio può essere celebrato nella moschea chiamata "nikâh" o "fâtiha", nel municipio o al domicilio degli sposi. Il matrimonio musulmano richiede un certificato di matrimonio civile.

### Il donativo nuziale (mahr)
Prima della celebrazione del matrimonio, gli sposi possono accordarsi su una cifra (detta donativo nuziale, «mahr»), che il marito dovrà dare a sua moglie. Idealmente, la cifra sarà specificata anche nel momento in cui le due persone esprimono la loro volontà di vivere insieme in tale contratto verbale.
Attraverso il donativo nuziale, l'uomo testimonia l'affetto per la donna che vuole sposare (è un regalo); esso testimonia anche l'impegno in questa relazione (che non è temporanea ma eterna); infine egli mostra, mettendo a disposizione questa cifra, che continuerà a provvedere ai bisogni materiali della donna che sposa.
Il tutore della donna sposa i fidanzati chiedendo a ciascuno di essi se desiderano vivere insieme come marito e moglie, ricorda le eventuali condizioni del contratto concluso nei dettagli. Possono essere i fidanzati stessi a dire di voler vivere insieme come marito e moglie, con l'assenso del tutore.

### Ripudio
L'Islam ammette il ripudio della donna da parte dell'uomo, tuttavia, esiste un verso del Corano che descrive il ripudio come l'atto meno desiderabile permesso tra le persone. La regola generale prevede che l'uomo permetta alla moglie di restare dopo il divorzio, fino alla fine del suo periodo mestruale o per 3 mesi, se lei lo desidera. Durante questo periodo la coppia è divorziata, nel senso che vive sotto lo stesso tetto ma i due non sono marito e moglie. Gli studiosi del Corano suggeriscono che la motivazione principale sia quella di prevenire qualsiasi decisione da parte della donna che sia influenzata da fluttuazioni ormonali, oltre a permettere che qualsiasi discussione accesa o differenza venga risolta in modo civile prima che il matrimonio sia completamente terminato. Tuttavia, non vi è obbligo a rimanere per la donna. L'uomo è anche obbligato a dare a sua moglie un dono o una somma di denaro equivalente ad almeno la metà del mahr. Condizioni specifiche su come viene condotto il divorzio si applicano anche nel caso la donna sia incinta, o abbia partorito appena prima del divorzio. (Si veda: Corano 2:228-232, 236, 237, 241 e 65:1-7. Vedi anche 4:35)

## Il matrimonio nel buddhismo
Per la religione buddhista il matrimonio non è un sacramento ma una questione civile; le coppie che vogliono sposarsi possono unirsi solo con il rito civile, ma se lo desiderano possono richiedere una cerimonia religiosa nel tempio. Per tale cerimonia non vi sono regole ufficiali, ma in genere il rito prevede una meditazione introduttiva per purificare la mente di sposi ed invitati, l'offerta di incenso, candele e fiori da parte degli sposi, la lettura di brani dai testi sacri buddhisti, la recita di mantra e preghiere e la benedizione degli sposi da parte del lama.

## Il matrimonio nell'induismo
Nell'induismo il matrimonio è considerato un sacramento. Secondo la tradizione, il matrimonio viene combinato dalle famiglie, che consultano anche un astrologo per verificare la compatibilità dei futuri sposi in base all'oroscopo di nascita; l'astrologo stabilisce anche la data del matrimonio. Il rito è celebrato da un brahmano e varia a seconda della corrente religiosa e dell'area geografica, ma presenta alcuni elementi comuni. Prima della cerimonia, gli sposi si sottopongono singolarmente ad alcuni riti preparatori, che comprendono anche abluzioni. Lo sposo entra per primo nella sala dove si svolge la funzione e prende posto davanti all'altare, dove viene raggiunto dalla sposa. Lo sposo accetta la sposa stringendole la mano, quindi il brahmano annoda il sari della sposa alla camicia dello sposo. Dopo avere invocato gli dei, gli sposi effettuano sette passi davanti ad una fiamma accesa; compiuta questa fase, gli sposi sono ufficialmente marito e moglie. La tradizione indù considera il matrimonio indissolubile, ma la legislazione civile indiana prevede la possibilità di divorziare.

## Il matrimonio nel confucianesimo
Per Confucio la famiglia è un’istituzione fondamentale; il matrimonio è un mezzo per coltivare la virtù ed è l’unione non solo di due individui ma di due clan familiari, per cui in passato veniva combinato dalle famiglie. Secondo la tradizione confuciana, il giorno delle nozze lo sposo si reca a casa della sposa e l’accompagna nella propria casa. Davanti all’altarino domestico, gli sposi si inchinano più volte, rendendo omaggio al Cielo e alla Terra, agli antenati e poi ai genitori degli sposi, quindi si rendono omaggio reciprocamente e si scambiano le promesse matrimoniali. Segue l’offerta del tè alle famiglie; l’accettazione del tè simboleggia da parte dei familiari l’accettazione degli stessi sposi. Segue il banchetto. Tradizionalmente la sposa indossa un abito rosso, colore che in Cina è considerato portafortuna. Oggi si preferisce celebrare la cerimonia non più in casa ma nella sala di un albergo, davanti ad un ritratto di Confucio appeso ad una parete e alla presenza di un maestro confuciano vestito con l’abito tradizionale, che dà agli sposi un certificato di matrimonio confuciano. Alla cerimonia segue il banchetto.

## Il matrimonio nel taoismo
Secondo il rituale taoista, lo sposo si reca a casa della sposa e la conduce nel luogo della cerimonia. La sposa indossa un abito di colore rosso, colore che in Cina è considerato portafortuna. Il matrimonio taoista può essere celebrato ovunque, ma sul pavimento della sala deve essere raffigurato il Bagua. Gli sposi si siedono all'interno del Bagua, l'uno di fronte all'altra; davanti allo sposo si pone un'urna con una candela accesa, di fronte alla sposa un'urna piena d’acqua. La cerimonia comincia con una meditazione, a cui partecipano gli sposi e tutti gli invitati, per riempire la sala di energia positiva. Gli sposi accendono le otto candele poste all'esterno del Bagua, su ciascuno dei lati, poi si siedono nuovamente. Il celebrante legge due brani dagli scritti taoisti sulla comprensione del Tao e l’unione spirituale del Tao; gli sposi pronunciano i voti matrimoniali e si siedono l'uno accanto all'altra. L'urna con l’acqua viene posta sopra la candela, finché si riscalda ed esce il vapore; a questo punto la cerimonia si ritiene conclusa e i due sono sposati. Il matrimonio viene quindi festeggiato con un banchetto.

## Il matrimonio nel bahaismo
Nella religione bahai il matrimonio non è obbligatorio, ma è altamente consigliato ed è concepito come un'unione non solo fisica ed affettiva, ma anche spirituale. Gli sposi possono scegliere liberamente il partner, ma per potere effettuare la cerimonia religiosa devono ottenere il consenso dei genitori. I coniugi diventano ufficialmente marito e moglie dopo avere pronunciato la prescritta formula davanti a due testimoni designati dalla locale Assemblea spirituale; ciò avviene nel corso di una cerimonia che comprende generalmente la lettura di brani tratti da testi religiosi, la recita di preghiere e un discorso sulla concezione bahai del matrimonio. Il divorzio è fortemente sconsigliato, ma è consentito nel corso di gravi disaccordi o incompatibilità; è concesso dopo che sia trascorso il cosiddetto "anno di pazienza", in cui i coniugi devono effettuare un serio tentativo di riconciliarsi con l'assistenza della locale Assemblea spirituale.

## Il matrimonio in Scientology
In Scientology la cerimonia nuziale ha la stessa solennità che le si attribuisce nelle altre religioni e ha un rito altrettanto particolare con alcune formule differenti, contemplate dal libro delle Cerimonie.